# Ein ad-Duyuk at-Tahta
Ein ad-Duyuk at-Tahta, en arabe : عين الديوك التحتا,  est un village du gouvernorat de Jéricho en Palestine, situé à 2 km à l'ouest de Jéricho, en Cisjordanie.
Selon le recensement du bureau central palestinien des statistiques, la localité compte une population de 967 habitants en 2017.